# Villa Mirafiori
La Villa Mirafiori, aujourd'hui le siège de la Faculté de Lettres et Philosophie de l'Université la Sapienza de Rome, est située non loin de la Villa Torlonia à Rome.

## Histoire et description
Construite entre 1874 et 1878, la Villa Mirafiori était la résidence romaine de Rosa Teresa Vercellana, comtesse Fontanafredda et Mirafiori, surnommée « la bella rosin », femme morganatique du roi Vittorio Emanuele II.

Palais de style néo-Renaissance, comportant trois étages, la villa comprend également une petite chapelle avec vitraux. Elle est utilisée comme faculté universitaire depuis le 2 décembre 1980. Le jardin, fermé par d'épais murs, accueille diverses espèces de plantes exotiques et une fontaine ornée d'une statue de Saint François d'Assise.

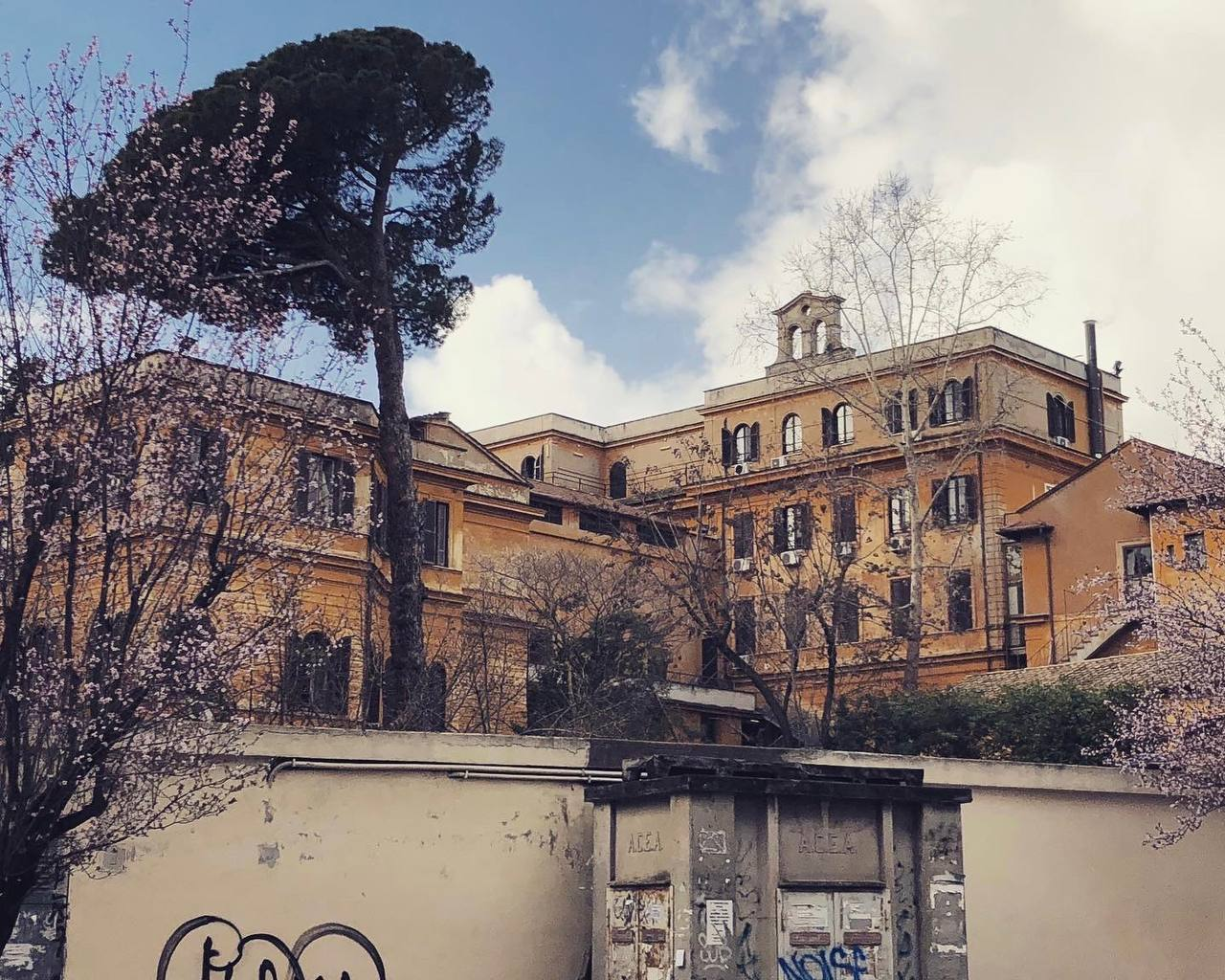
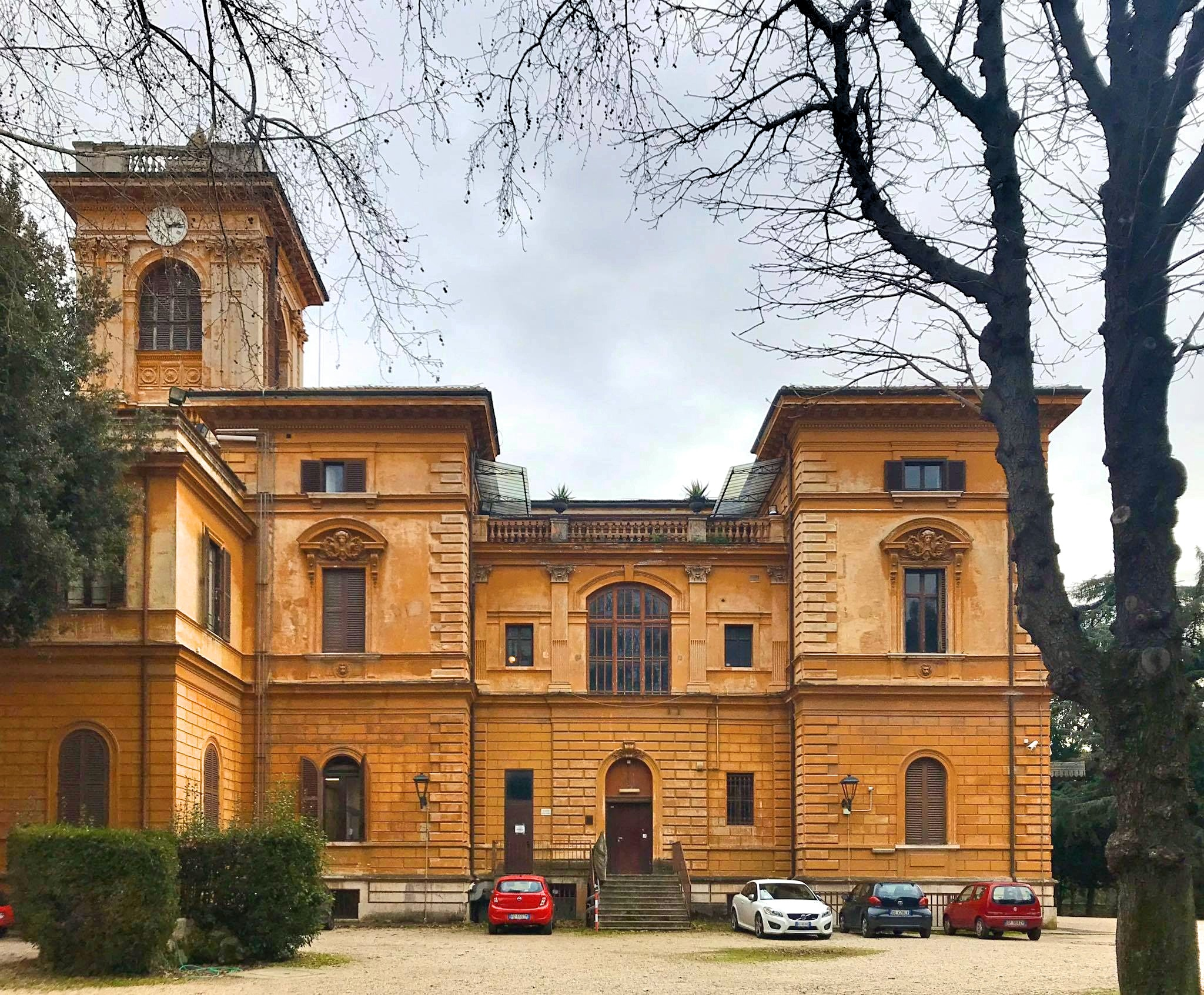
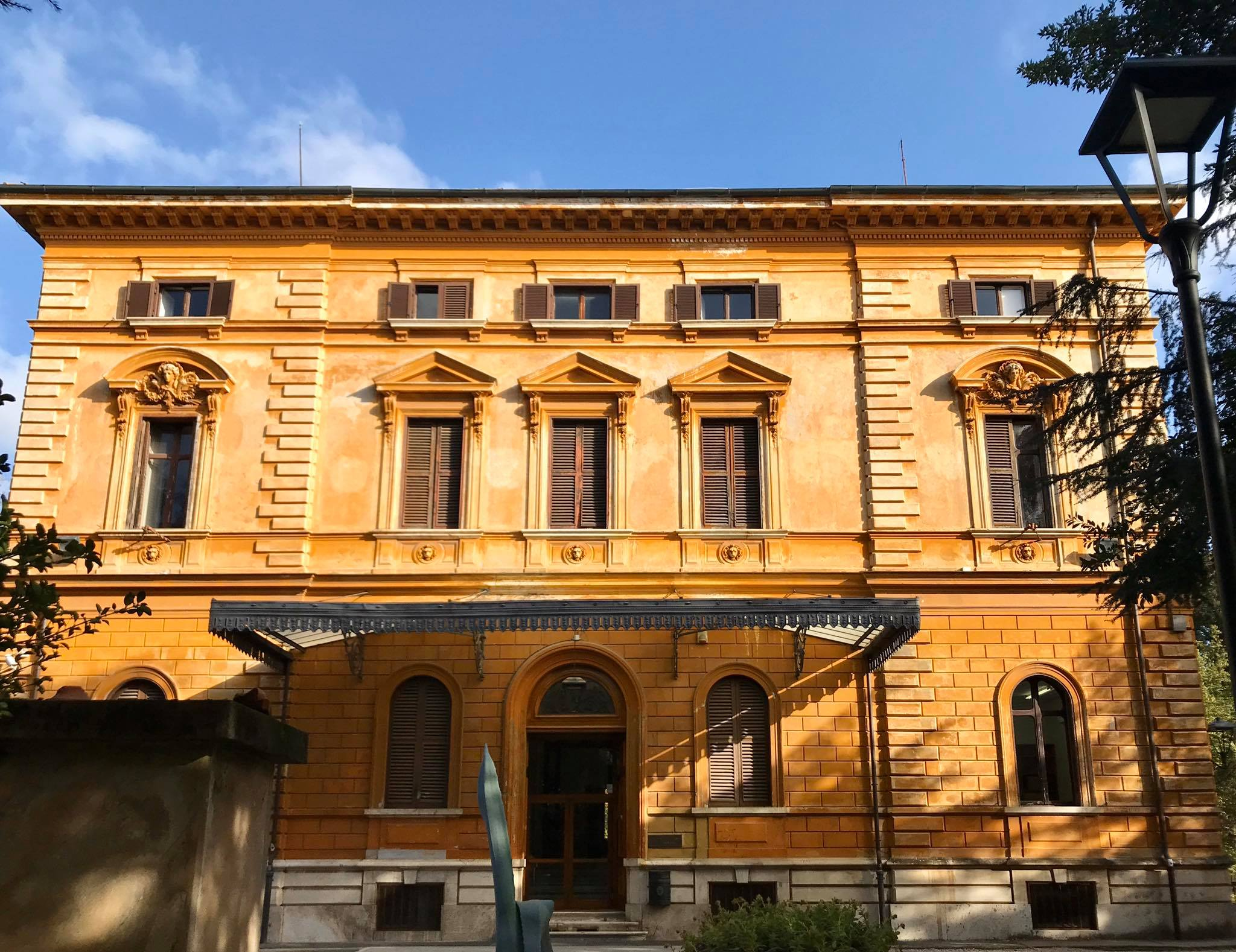
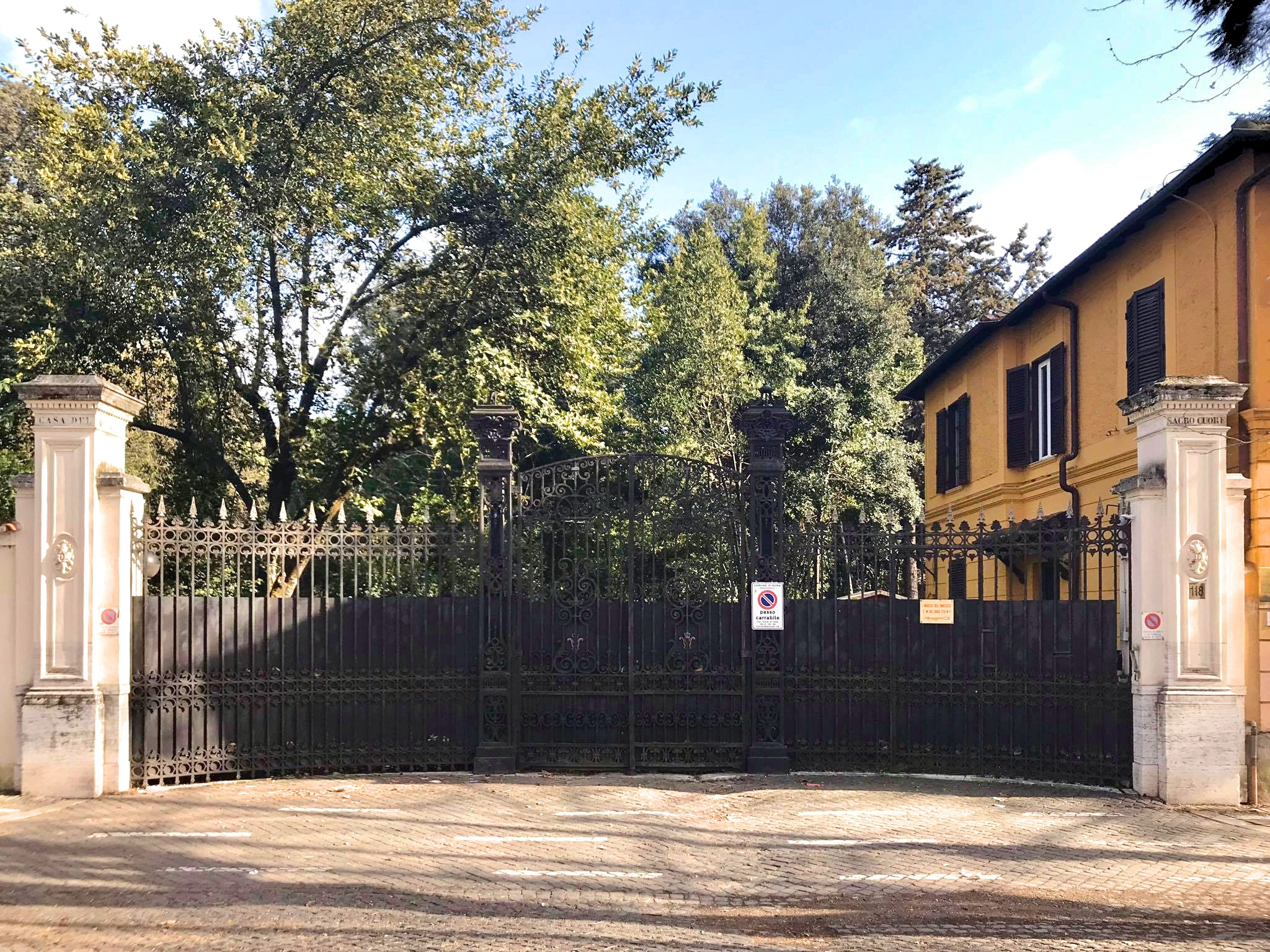

## Cinéma
La Villa Mirafiori a servi de décor pour les films L’innocent de Luchino Visconti (1976) et  Al di là del bene e del male (1977) de Liliana Cavani.